# Chrysophyllum ucuquirana-branca
Chrysophyllum ucuquirana-branca là một loài thực vật có hoa trong họ Hồng xiêm. Loài này được (Aubrév. & Pellegr.) T.D.Penn. mô tả khoa học đầu tiên năm 1990.